# Tipula oneili
Tipula oneili är en tvåvingeart som beskrevs av Young 1987. Tipula oneili ingår i släktet Tipula och familjen storharkrankar. Inga underarter finns listade i Catalogue of Life.